# Tablica systoliczna
Tablica systoliczna – układ przetwarzający o regularnej, modularnej strukturze zbudowany z prostych modułów; jednostek przetwarzających; synchronicznie wykonujących elementarne operacje.
W strukturze tablicy systolicznej moduły połączone są tylko ze swoimi sąsiadami. Przetwarzane dane przechodzą rytmicznie przez wezły sieci (jednostki przetwarzające).
Koncepcję tablic systolicznych zapoczątkował H.T. Kung i Ch. E. Leiserson w 1978 roku.